# Pilníkov
Pilníkov (německy Pilnikau) je město nacházející se v okrese Trutnov, kraj Královéhradecký, zhruba 7,5 km jihozápadně od Trutnova. Leží v Krkonošském podhůří (podcelek Podkrkonošská pahorkatina, okrsek Trutnovská pahorkatina), na středním toku Pilníkovského potoka, do něhož uprostřed města ústí potoky Starobucký a Prkenný. Žije zde přibližně 1 200 obyvatel.
Historické jádro města je od roku 2003 městskou památkovou zónou. Severně od Pilníkova ležela osada Pilsdorf, které byl v roce 1947 stanoven název Pilnikov II. Pilníkov dostal označení Pilníkov I. Označení římskými číslicemi mají i tři katastrální území: Pilníkov I, Pilníkov II a Pilníkov III. 

## Historie
První písemná zmínka o Pilníkovu je z roku 1357. V roce 1371 získal Pilníkov do majetku vladyka Ješek Silber, jehož potomci se nazývali Zilvarové z Pilníkova. V 15. století táhla husitská vojska, údajně i s Janem Žižkou, přes Pilníkov na Litoměřicko. Za vlády krále Vladislava Jagellonského Pilníkov obdržel znak a byl 20. března 1514 povýšen na městečko. V roce 1623 prodala královská komora konfiskovaný majetek Adama V. Zilvara (Pilníkov včetně okolních statků a pozemků) Albrechtovi z Valdštejna, který o několik let později tyto statky zastavil na 30 let císařskému plukovníkovi Danielovi Hebronovi. Po třicetileté válce (1618–1648) zbylo v Pilníkově pouze 12 obytných domků a přibližně 46 pustých, za války vyhořelých domů. V roce 1698 jsou první zmínky o pilníkovské ovčárně (Pilstorffer Schäfferei), neboli dnešní Třídomí či Letná.
V první polovině 18. století měl Pilníkov (později Pilníkov I) a Pilsdorf (později Pilníkov II) dohromady celkem 1177 obyvatel a 300 domů. Nad pramenem pitné vody v lesích ležících východně od Pilníkova byla vybudována v roce 1737 kaple sv. Magdalény, kde mělo obydlí i několik mnichů. V roce 1765 byla v Pilníkově ukončena činnost hrdelního soudu IV. třídy. Toto staré právo bylo vykonáváno na Šibeničním vrchu. Poddaní Pilníkova společně s dalšími vesnicemi se v roce 1775 přidali k selskému povstání. Psal se rok 1784 a dle dekretu Josefa II. byl zrušen hřbitov okolo kostela. Dne 5. dubna 1789 byly zaznamenány v Pilníkově silné otřesy země, které si vyžádaly i několik lidských životů. Další nešťastné datum 16. srpna 1820, Pilníkov byl stižen požárem, který vyšel z jednoho z domů. V roce 1830 bylo na panském pozemku Vraní kopec (neboli Krähenhügel) založeno nové předměstí Pilníkova zvané Nové Město. Rok 1852 a obec Pilníkov zakoupila dům na náměstí, aby mohla zřídit svou radnici a hned o jedenáct let později (roku 1863) byl zřízen i c. k. poštovní úřad. Pilníkovské vlakové nádraží bylo vystavěno v roce 1871; v roce 1924 provedlo ministerstvo železnic změnu staničního názvu Pilníkov na Pilníkov u Trutnova; německý název Pilnikau zůstal beze změny. O dvě léta později byl zde založen i první hasičský sbor s 55 členy. Rok 1892 byl významný tím, že tu byla otevřena telegrafní stanice. Na začátku první světové války v roce 1914 byl do domácností v Pilníkově zaveden elektrický proud.Po skončení první světové války byl v roce 1926 v parku na náměstí vztyčen pomník věnovaný 69 obětem světové války. 
Pilníkov měl v roce 1905 1070 obyvatel. Pilsdorf měl v roce 1905 dvě katastrální území: Pilsdorf I. a Pilsdorf II s celkem 726 obyvateli. Dne 13. října 1929 se konaly volby jako důsledek připojení Pilsdorfu k Pilníkovu. Na podzim roku 1938 byly z obce Pilníkov vysídleny všechny české rodiny, poněvadž toto území, které bylo i součástí Sudet, bylo zabráno německou Třetí říší. Po skončení druhé světové války (1939–1945) byl v říjnu roku 1945 veškerý zkonfiskovaný majetek po odsunutých německých obyvatelích přebrán do správy Fondem národní obnovy a přidělen českým dosídlencům. Dne 3. června 1950 se přetvořilo Zemědělské strojní družstvo v Pilníkově, zapsané společenstvo s obmezeným ručením na Jednotné zemědělské družstvo.  Mezi lety 1954–1959 byly v obci Pilníkov vystavěny pro potřebu JZD kravíny, skladováky, drůbežárny či jiná zařízení. Nyní je tento bývalý komplex rozprodán soukromníkům pro podnikatelské účely.
V Pilníkově se odehrála první schůzka českého disentu (Havel, Landovský) s polským disentem (Kuroň, Michnik). Důležité datum je 4. červen 1998, kdy byl obci Pilníkov udělen prapor z rukou tehdejšího předsedy Poslanecké sněmovny Parlamentu ČR Miloše Zemana. Pilníkov se v roce 2003 dočkal i ustanovení památkové zóny v obci, která nabyla účinnosti vyhláškou dnem 1. září 2003. V blíže neurčené době mezi 28. až 30. lednem 2006 došlo ke zřícení klenby stropu barokního kostela Nejsvětější Trojice v Pilníkově, který je státem chráněnou památkou. Ještě tentýž rok byla obcí uspořádána veřejná sbírka na opravu a záchranu poškozeného kostela a také proběhlo slavnostní otevření haly sportovního areálu s umělým povrchem. Pilníkovu byl status města znovu udělen 12. dubna 2007.

## Pamětihodnosti
- Kostel Nejsvětější Trojice
- Socha Nanebevzetí Panny Marie
- Pomník padlým hrdinům a obětem světových válek
- Společný hrob rudoarmějců
- Kašna s pelikánem
- Socha Jana Nepomuckého

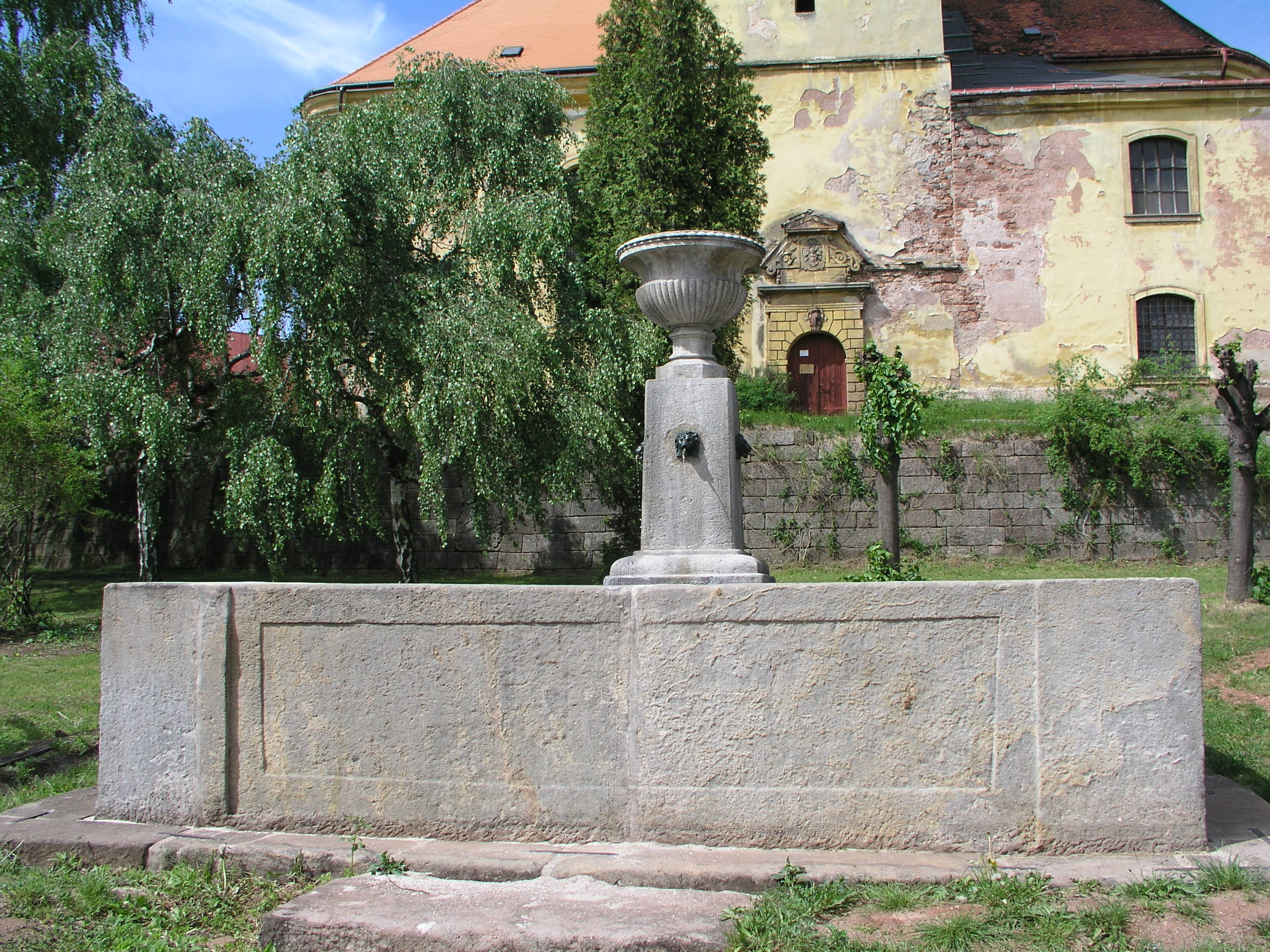
Kašna na náměstí

## Významné osobnosti
- Bernard Pauer (1827–1908), lékař a politik, rodák z Pilníkova, starosta Trutnova